# This Island
This Island è il terzo album in studio del gruppo dance-punk statunitense Le Tigre. È stato pubblicato dalla Universal Records il 19 ottobre 2004. Si tratta del primo album della band commercializzato da una major. Ha raggiunto la posizione 130 nella classifica Billboard 200.

## Tracce
Tutti i brani sono scritti da Kathleen Hanna, Johanna Fateman e JD Samson, con esclusione di quelli che presentano eventuali note.
1. On The Verge  – 3:31
2. Seconds  – 1:45
3. Don't Drink Poison  – 2:49
4. After Dark  – 3:39
5. Nanny Nanny Boo Boo  – 3:35
6. TKO  – 3:24
7. Tell You Now  – 3:33
8. New Kicks  – 4:17
9. Viz  – 3:34
10. This Island  – 3:23
11. I'm So Excited (Lawrence, Anita Pointer, June Pointer, Ruth Pointer) – 3:49
12. Sixteen  – 3:25
13. Punker Plus  – 2:10
14. Nanny Nanny Boo Boo  (Arthur Baker vs Coleman & Spencer Smashter mix) – 3:54 (UK bonus track)